# Torpédoborec typu 055
Typ 055 (v kódu NATO: křižník třídy Renhai) je třída stealth raketových torpédoborců Námořnictva Čínské lidové osvobozenecké armády. Jedná se o nejnovější generaci čínských torpédoborců a zdokonalení předcházejících torpédoborců typ 052D, které svou velikostí překonává o plnou jednu třetinu. Přesný počet objednaných plavidel není znám. Do roku 2024 bylo na vodu spuštěno deset jednotek této třídy. Ve službě je třída od roku 2020. Jsou to největší a nejsilněji vyzbrojené čínské torpédoborce. Jejich hlavním úkolem je doprovod čínských letadlových lodí. Jak upozornil H. I. Sutton, vzhledem k velikosti a síle výzbroje plavidel typu 55 by bylo přesnější je kategorizovat jako křižníky. Čína je dle Suttona takto neklasifikuje z politických důvodů. Za křižníky plavidla považuje i Severoatlantická aliance.

## Stavba

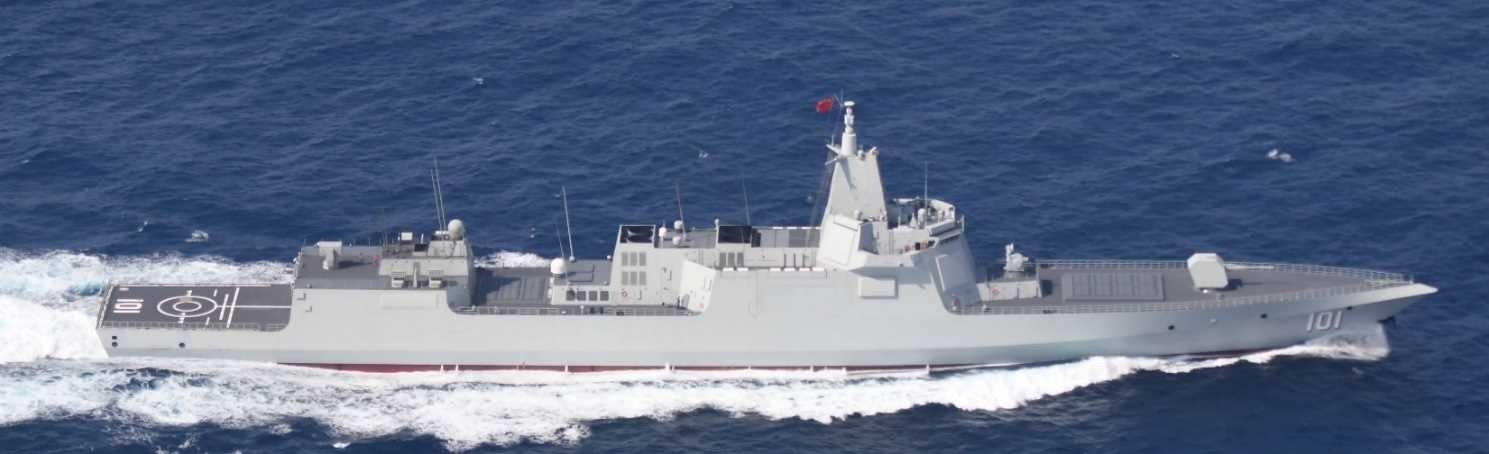
Nan-čchang (101)

Na počátku roku 2014 byla v 701. výzkumném institutu ve Wu-chanu zahájena stavba makety torpédoborce typu 055 ve skutečném měřítku. Tehdy se veřejnost dověděla první podrobnosti o chystané nové třídě. Dle čínských médií byla v srpnu 2014 objednána stavba prototypu v loděnici Ťiang-nan (Jiangnan Shipyard) poblíž Šanghaje. Do stavby třídy je zapojena rovněž loděnice Ta-lien (Dalian Shipbuilding Industry Company, DSIC, součást koncernu China Shipbuilding Industry Corporation – CSIC) v Ta-lienu. Stavba prototypu byla zahájena ve druhé polovině roku 2014 v loděnici Ťiang-nan. Rozestavěný prototypový torpédoborec Nan-čchang byl na vodu spuštěn 28. června 2017 a do služby byl zařazen 12. ledna 2020. Veřejnosti se prototyp torpédoborce Nan-čchang poprvé představil v přístavu Čching-tao na oslavách výročí 70. let od založení námořnictva Čínské lidové osvobozenecké armády.
Přesný počet plánovaných či objednaných torpédoborců typu 055 není znám. Na konci roku 2017 byly ve stavbě celkem čtyři jednotky. V dubnu 2019 byla známa existence celkem osmi rozestavěných torpédoborců této třídy.
Jednotky typu 055:
| Jméno                 | Loděnice  | Spuštěna          | Vstup do služby    | Status    |
| --------------------- | --------- | ----------------- | ------------------ | --------- |
| Nan-čchang (101) 南昌 | Ťiang-nan | 28. červen 2017   | 12. ledna 2020     | aktivní   |
| Lhasa (102) 拉萨      | Ťiang-nan | 28. dubna 2018    | 2. března 2021     | aktivní   |
| An-šan (103) 鞍山     | Ta-lien   | 12. září 2019     | 11. listopadu 2021 | aktivní   |
| Wu-si (104) 无锡      | Ťiang-nan | 9. května 2020    | 12. března 2022    | aktivní   |
| Ta-lien (105) 大连    | Ta-lien   | 3. července 2018  | 23. dubna 2021     | aktivní   |
| Jen-an (106) 延安     | Ta-lien   | 3. července 2018  | 22. února 2022     | aktivní   |
| Cun-i (107) 遵义      | Ta-lien   | 26. prosince 2019 | 2022               | aktivní   |
| Sien-jang (108) 咸阳  | Ta-lien   | 30. srpna 2020    | březen 2023        | aktivní   |
|                       |           |                   |                    | ve stavbě |
|                       | Ta-lien   | 2024              |                    | ve stavbě |

## Konstrukce
Technické parametry třídy nebyly zveřejněny, a proto existují pouze jejich odhady. Plný výtlak plavidel dosáhne přibližně 13 000 tun. Trup má stealth tvarování, integrovaný stožár, a čtyři pevné antény AESA radaru typu 346B (pásma L a X). Torpédoborec je vybaven trupovým sonarem a sonarem s měnitelnou hloubkou ponoru.
Výzbroj tvoří jeden dvouúčelový 130mm kanón H/PJ-45 v dělové věži na přídi, jeden 30mm kanónový systém blízké obrany H/PJ-11, jeden raketový systém blízké obrany HQ-10 a dva torpédomety pro 324mm torpéda Jü-7 (derivát amerických Mk 46). Na palubě je umístěno 112 vertikálních vypouštěcích sil (sila jsou rozdělena do dvou baterií: 68 vpředu a 48 vzadu) pro protiletadlové řízené střely dlouhého dosahu HHQ-9B a středního dosahu HQ-16B, nadzvukové protilodní střely YJ-18, protilodní střely YJ-100 a raketová torpéda Jü-8 (CY-2). Na zádi se nachází přistávací plocha a hangár pro dva vrtulníky (Z-9 Chaj-tchun či Z-20).
Pohonný systém je koncepce COGAG tvoří čtyři plynové turbíny QC-280, každá o výkonu 28 MW, pohánějící dva lodní šrouby. Nejvyšší rychlost dosáhne 30 uzlů. Dosah bude 5 000 námořních mil při rychlosti 18 uzlů.